# Extracts from the Album A Hard Day’s Night
Extracts from the Album A Hard Day’s Night — мини-альбом (EP), выпущенный группой «Битлз» 6 ноября 1964 года (номер по каталогам — GEP 8924). Данный альбом стал седьмым мини-альбомом в официальной дискографии группы и включал в себя четыре песни, уже вышедших на альбоме A Hard Day’s Night, однако не звучавших в одноимённом фильме.
Кроме Великобритании, альбом был выпущен также в Японии, Дании и Франции.

## Список композиций
Авторство всех песен приписано Леннону и Маккартни.
Сторона «А»
1. «Any Time at All» — 2:14
2. «I’ll Cry Instead» — 2:06

Сторона «Б»
1. «Things We Said Today» — 2:38
2. «When I Get Home» — 2:19

## Участие в британском чарте мини-альбомов
- Дата вхождения в чарт: 9 января 1965[2]
- Высшая позиция: 8
- Всего времени в чарте: 17 недель[1][2]